# Кинга Барановска
Кѝнга Барано̀вска (на полски: Kinga Baranowska) е полска високопланинска алпинистка (хималаистка).
Изкачва 9 осемхилядника без помощта на кислороден апарат. Първата полякиня покорила Дхаулагири, Манаслу и Кангчендзьонга. Член на Полския алпийски съюз и на Високопланински клуб „Варшава“. По образование географ и икономист. През 2009 година е член на журито в Международния фестивал на планинския филм в Банско. От 2014 година има своя звезда на Алеята на звездите на спорта във Владиславово.

## Биография
Кинга Барановска е родена на 17 ноември 1975 година във Вейхерово. Родителите ѝ произхождат от кашубското село Лебно, където тя израства и учи в тамошното начално училище. Получава средно образование във Вейхерово, след което завършва география в Гданския университет.

## Изкачвания
- 2003 – Чо Ою (8201 m)
- 2006 – Броуд Пик (8048 m) – втората полякиня на върха
- 2007 – Нанга Парбат (8125 m) – изкачване по стената Diamir
- 2008 – Дхаулагири (8167 m) – първата полякиня на върха
- 2008 – Манаслу (8156 m) – първата полякиня на върха
- 2009 – Кангчендзьонга (8598 m) – първата полякиня на върха
- 2010 – Анапурна (8091 m) – втората полякиня на върха
- 2012 – Лхотце (8516 m) – третата полякиня на върха, първата без използване на кислороден апарат
- 2015 – Гашербрум II (8035 m)